# Federación Latinoamericana de Ciudades, Municipios y Asociaciones Municipalistas
La Federación Latinoamericana de Ciudades, Municipios y Asociaciones Municipalistas (FLACMA) es una organización propositiva de libre adhesión que representa a los 16.132 municipios, intendencias y prefecturas, a las ciudades y a las asociaciones de gobiernos locales, redes y gremios, municipalistas de América Latina y El Caribe.
Expresa los intereses locales y la vigencia de la autonomía de sus gobiernos democráticos.
Es un organismo de naturaleza internacional que adhiere y promueve las convenciones de orden mundial y regional que suscriben los estados nacionales de la Región.
Es la representación oficial en la Región, de la Unión de Ciudades y Gobiernos Locales, CGLU, organización mundial. 
Representa a:
- Alcaldes, Intendentes, Prefectos, Presidentes Municipales, Gobiernos Locales, Ciudades y Asociaciones de Gobiernos Locales.

En el marco de la Cumbre Hemisférica de Alcaldes 2017 realizada en el Estado de Hidalgo, México, Iván Arciénega, alcalde de Sucre (Bolivia), es designado como presidente de la Federación y Verónica Magario, intendenta de La Matanza (Argentina), es designada como copresidenta.

## Principios estratégicos
- Representación política efectiva,
- Organización de representación amplia y sustantiva,
- Expresión regional de autonomía,
- Valoración estratégica de los gobiernos locales y ciudades.[3]

## Subregiones
- Andina: FAM Bolivia, FCM Colombia, AME Ecuador.
- Cono Sur: FAM Argentina, ACHM Chile, OPACI Paraguay, CNI Uruguay.
- Brasil: CNM, ABM, FNP.
- México: CONAMM, FENAMM
- Centro América: UNGL Costa Rica, ANAM Guatemala, AMUNIC Nicaragua, COMURES El Salvador, AMHON Honduras, AMUPA Panamá.
- Caribe: FEDOMU República Dominicana